# 苏尔茨巴赫塔尔
苏尔茨巴赫塔尔是德国莱茵兰-普法尔茨州的一个市镇。总面积6.71平方公里，总人口459人，其中男性243人，女性216人（2011年12月31日），人口密度68人/平方公里。